# Craken
Craken is een bestuurslaag in het regentschap Trenggalek van de provincie Oost-Java, Indonesië. Craken telt 2771 inwoners (volkstelling 2010).